# 拓跋目辰
拓跋 目辰（たくばつ もくしん、生年不詳 - 479年）は、北魏の皇族。宜都王。

## 経歴
拓跋猗㐌の末裔として生まれた。450年（太平真君11年）、羽林郎として太武帝の南伐に従い、長江まで到達した。文成帝が即位すると、拓跋目辰は侍中・尚書左僕射に累進し、南平公に封じられた。465年（和平6年）、兄の拓跋郁と相談して朝廷で専権を握る乙渾を殺害しようと図ったが、拓跋郁は殺され、拓跋目辰は逃亡して露命をつないだ。471年（皇興5年）、献文帝が孝文帝に譲位するにあたって、計画策定の功績があった。476年（承明元年）6月、司徒に転じ、宜都王に封じられた。雍州刺史に任じられて、長安に駐屯した。利殖を好み、州において収賄をおこなった。479年（太和3年）4月、罪を問われて処刑され、爵位を剥奪された。

## 伝記資料
- 『魏書』巻14 列伝第2
- 『北史』巻15 列伝第3